# Peter Taaffe

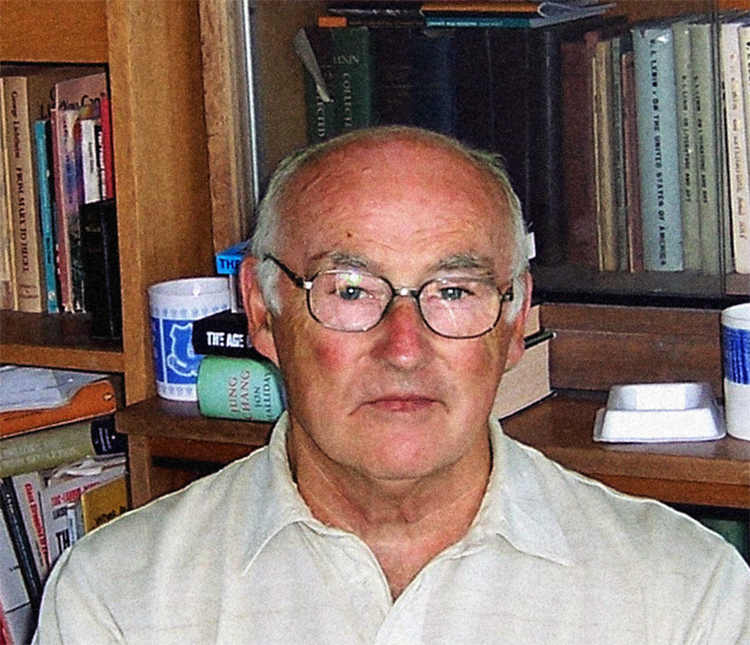
Peter Taaffe 2006

Peter Taaffe (* 1942 in Birkenhead, England; † 23. April 2025) war ein britischer Politiker.

## Leben
Taaffe war Generalsekretär der Sozialistischen Partei (früher Militant tendency der Labour Party) und Mitglied im Internationalen Sekretariat des Komitees für eine Arbeiterinternationale (CWI).
Er war Autor diverser Bücher, unter anderem über die Französische Revolution 1789, den marxistisch geführten Liverpooler Stadtrat von 1983 bis 1987, Kuba und den Vietnamkrieg. In deutscher Sprache erschienen „Castros Kuba - eine marxistische Kritik“ und „Marxismus heute - Antworten auf Krieg, Kapitalismus und Umweltzerstörung“ (2008, englisch: Marxism in Today's World).